# Wilhelm Matthäus Pahl
Wilhelm Matthäus Pahl (* 9. August 1795 in Neubronn bei Aalen; † 29. November 1875 in Tübingen) 
war ein deutscher Gymnasiallehrer und Altphilologe, der sich kurzzeitig auch politisch betätigte.

## Leben und Wirken
Wilhelm Matthäus Pahl war der Sohn des evangelischen Theologen Johann Gottfried von Pahl und dessen Frau Ernestine. Nach dem Schulabschluss studierte Wilhelm Matthäus Pahl Klassische Philologie. 1815 schloss er sein Studium mit einem Magistergrad und einer anschließenden Promotion ab. Von 1818 bis 1820 fand er eine Anstellung als Hofmeister in Gemünden.
1820 wechselte er nach Tübingen und wurde dort Repetent am Tübinger Stift. Zwei Jahre später erlangte er eine feste Stelle als Lehrer am Tübinger Lyzeum (heute: Uhland-Gymnasium Tübingen), an dem er alte Sprachen unterrichtete. Neben seiner Tätigkeit als normaler Lehrer am Lyzeum wurde er 1823 gleichzeitig zum Rektor der Tübinger Realschule (heute: Kepler-Gymnasium Tübingen) berufen. Innerhalb des Lyzeums stieg er 1827 ebenfalls zum Rektor auf, so dass Pahl für mehrere Jahre zwei Schulen gleichzeitig vorstand. Dieser Zustand änderte sich erst im Jahr 1842, als die Realschule einen eigenen unabhängigen Schulleiter erhielt.
Von 1848 bis 1849 war Pahl als Vertreter Tübingens Mitglied der Württembergischen Landesstände. 1864 wurde er pensioniert.
Pahl war ein Verfechter der alten Sprachen als Teil einer elitären Bildung. Während seiner Zeit als Doppelschulleiter verhinderte er erfolgreich die Einführung von Lateinunterricht an der Realschule, was deren Aufstieg zu einer angesehenen Bildungsanstalt ebenso wie den sozialen Aufstieg ihrer Schüler erschwerte. Auf der anderen Seite setzte sich Pahl erfolgreich für eine Aufwertung des Tübinger Lyzeums ein. Dieses wurde auf sein Betreiben hin 1855 zum Königlichen Gymnasium erhoben, in dem im ersten Schuljahr 19 Stunden Latein pro Woche unterrichtet wurden.

## Schriften
- mit Karl Pfaff: Beschreibung der Erde, nach ihrer natürlichen Beschaffenheit, ihren Erzeugnissen, Bewohnern und deren Wirkungen und Verhältnissen, wie sie jezt sind: ein Hand- und Lesebuch für jeden Stand. Schweizerbart, Stuttgart 1832 (MDZ München)
- Abriß der römischen Geschichte. Übersetzung eines lateinischen Werks von Lucius Annaeus Florus. Metzler, Stuttgart 1835 (MDZ München)
- Herausgeber: Johann Gottfried Pahl: Denkwürdigkeiten aus meinem Leben und aus meiner Zeit. Fues, Tübingen 1840